# William Pitt Lynde

William Pitt Lynde

William Pitt Lynde (* 16. Dezember 1817 in Sherburne, Chenango County, New York; † 18. Dezember 1885 in Milwaukee, Wisconsin) war ein US-amerikanischer Politiker. Zwischen 1848 und 1849 sowie nochmals von 1875 bis 1879 vertrat er den Bundesstaat Wisconsin im US-Repräsentantenhaus.

## Werdegang
William Lynde besuchte die Hamilton Academy sowie das Hamilton College und studierte danach bis 1838 am Yale College. Nach einem anschließenden Jurastudium an der New York University und der Harvard University wurde er 1841 als Rechtsanwalt zugelassen. Im gleichen Jahr zog er nach Milwaukee. 1844 wurde Lynde Attorney General im Wisconsin-Territorium. Ein Jahr später wurde er im gleichen Territorium Bundesstaatsanwalt.
Politisch war Lynde Mitglied der Demokratischen Partei. Nach Wisconsins Beitritt zur Union wurde er im ersten Wahlbezirk des neuen Staates in das US-Repräsentantenhaus in Washington, D.C. gewählt, wo er am 5. Januar 1848 sein neues Mandat antrat. Da er bei den regulären Kongresswahlen des Jahres 1848 nicht bestätigt wurde, konnte er bis zum 3. März 1849 nur die laufende Legislaturperiode im Kongress beenden.
Im Jahr 1849 bewarb sich William Lynde erfolglos um die Stelle eines Richters am obersten Gerichtshof von Wisconsin. 1860 wurde er zum Bürgermeister der Stadt Milwaukee gewählt. Im Jahr 1866 wurde er Abgeordneter in der Wisconsin State Assembly; zwischen 1869 und 1870 saß er im Staatssenat. Bei den Kongresswahlen des Jahres 1874 wurde er im vierten Distrikt von Wisconsin noch einmal in das US-Repräsentantenhaus gewählt. Dort löste er am 4. März 1875 Alexander Mitchell ab. Nach einer Wiederwahl im Jahr 1876 konnte er bis zum 3. März 1879 zwei weitere Legislaturperioden im Kongress absolvieren. Ab 1877 war er Vorsitzender des Ausschusses zur Kontrolle der Ausgaben für staatliche Liegenschaften. Im Jahr 1876 leitete er das Amtsenthebungsverfahren gegen Kriegsminister William W. Belknap.
Für die Wahlen des Jahres 1878 verzichtete William Lynde auf eine erneute Kandidatur. Nach seinem Ausscheiden aus dem US-Repräsentantenhaus zog er sich in den Ruhestand zurück. Er starb am 18. Dezember 1885 in Milwaukee.